# خوان بيلباو مينتيجي
خوان بيلباو مينتيجي (بالإسبانية: Juan Bilbao Mintegi)‏، والمعروف باسم خوانين (من مواليد 16 سبتمبر 1900 في بيلباو) كان لاعب كرة قدم محترف إسباني معتزل، لعب في نادي أتلتيك بيلباو  في مركز المهاجم.

## مسيرته الكروية
لعب خوان بيلباو مينتيجي خلال مسيرته الاحترافية مع نادِ واحدٍ في موسمين وسجل خلالها هدفًا واحدًا ضمن 14 مباراة. حيث فاز في موسم واحد بالكأس وفي موسم واحد بالدوري.
خاض خوان بيلباو مينتيجي مسيرته مع نادي أتلتيك بيلباو في موسم 1928–29 ولمدة موسمين، مشاركًا في 14 مباراة سجل خلالها هدفًا واحدًا.

## روابط خارجية
- خوان بيلباو مينتيجي على موقع قاعدة بيانات كرة القدم.إي يو (الإنجليزية)
- خوان بيلباو مينتيجي على موقع ناشيونال فوتبول تيمز (الإنجليزية)
- خوان بيلباو مينتيجي على موقع أوليمبيديا (الإنجليزية)